# Joltealal
Joltealal es una localidad del estado mexicano de Chiapas. Es parte del municipio de Chalchihuitán.

## Demografía
| Gráfica de evolución demográfica |
|                                  |

| Censo | Población |
| ----- | --------- |
| 1970  | 271       |
| 1980  | 358       |
| 1990  | 664       |
| 2000  | 880       |
| 2010  | 1 004     |
| 2020  | 1 070     |